# The Singles Collection (álbum de Britney Spears)
The Singles Collection es el segundo álbum recopilatorio de la cantante estadounidense Britney Spears, publicado en noviembre de 2009 por Jive Records y Sony Music Entertainment como conmemoración de los diez primeros años desde la publicación de su álbum debut ...Baby One More Time (1999). El álbum contó con tres ediciones y fue creado durante el segundo semestre de 2009, período en el que se grabó su única canción original, «3». Su edición principal recopila diecisiete sencillos de los seis primeros álbumes de estudio de la cantante, mientras que sus otras ediciones son una edición CD/DVD, cuyo segundo formato recopila dieciséis videos musicales, y una edición para fans y coleccionistas llamada Ultimate Fan Box Set, que recopila su discografía casi completa de sencillos hasta 2009.
Su promoción solo involucró el lanzamiento de «3», la que fue coescrita y producida por el sueco Max Martin y su protégé Shellback, y lanzada en septiembre de 2009. Aunque los críticos sostuvieron que causaría controversias por su letra de índole sexual, «3» debutó como un nuevo número uno de Spears en Canadá y los Estados Unidos, y se convirtió en otro éxito top 10 de la cantante en mercados como Australia, Finlandia, Irlanda, el Reino Unido y  Suecia, mientras que en Estados Unidos debutó como su tercer sencillo número uno, después de tres años desde que ningún sencillo había debutado como tal, y vendió más de dos millones trescientas mil descargas.
A diferencia del primer álbum recopilatorio de la cantante, Greatest Hits: My Prerogative (2004), The Singles Collection registró un desempeño comercial modesto. Aun así, se convirtió en su séptimo álbum top 10 en ventas en Japón y en top 20 en Canadá y México, donde además fue certificado de oro por la CRIA y la AMPROFON, respectivamente. En Estados Unidos alcanzó el número veintidós en ventas, según la revista Billboard, y vendió más de doscientas sesenta y seis mil copias hasta principios de 2019.

## Antecedentes y publicación

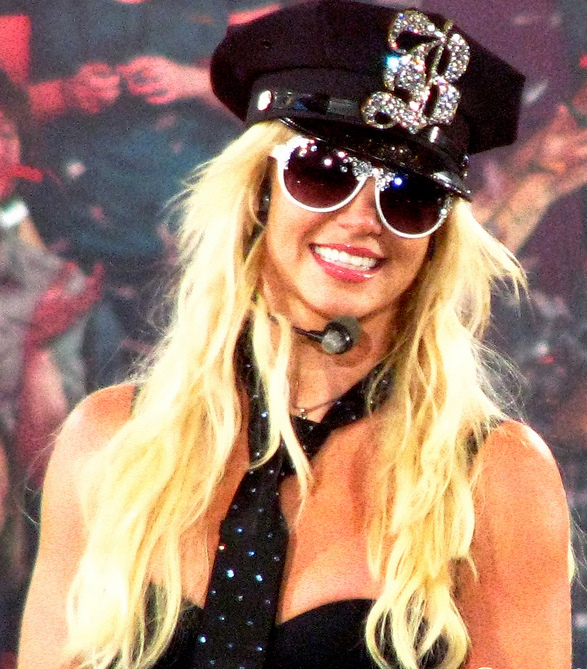
The Singles Collection fue publicado mientras la cantante realizaba la última etapa de su tour The Circus Starring: Britney Spears, en Australia.

El primer antecedente que se tuvo del álbum data del 12 de julio de 2009, cuando la cantante dio a conocer en Twitter que se encontraba en el estudio con el productor Max Martin, en Estocolmo, mientras finalizaba la etapa europea de la gira The Circus Starring: Britney Spears. Posteriormente, el 23 de septiembre de 2009, Jive Records extendió un comunicado de prensa en el que dio a conocer el título del álbum, The Singles Collection, su fecha original de publicación en Estados Unidos, el 24 de noviembre de 2009, y el título de su única canción original, «3», la que estrenó a la semana siguiente.
Finalmente, las ediciones estándar y CD/DVD fueron publicadas en Estados Unidos el 10 de noviembre de 2009 y en fechas homólogas o cercanas alrededor del mundo, mientras que su edición coleccionista Ultimate Fan Box Set fue publicada dos semanas después, el 24 de noviembre de 2009, después de cinco años desde la publicación del primer álbum recopilatorio de la cantante, Greatest Hits: My Prerogative (2004).

## Promoción

### Sencillo

#### «3»
La canción «3» fue lanzada como el único sencillo de The Singles Collection. Su estreno fue realizado en la radios de Estados Unidos el 29 de septiembre de 2009, dos días después del último espectáculo en el país de la gira The Circus Starring: Britney Spears. De este modo, «3» fue el vigésimo cuarto y el vigésimo sexto sencillo de Spears en mercados como los Estados Unidos y el Reino Unido, respectivamente, y en su primer sencillo producido por el dúo sueco conformado por Max Martin y Shellback, el que en 2008 figuró en los créditos de su canción «If U Seek Amy». De ambos, Max Martin había compuesto y producido varias de sus canciones anteriores, incluyendo su sencillo debut «...Baby One More Time».

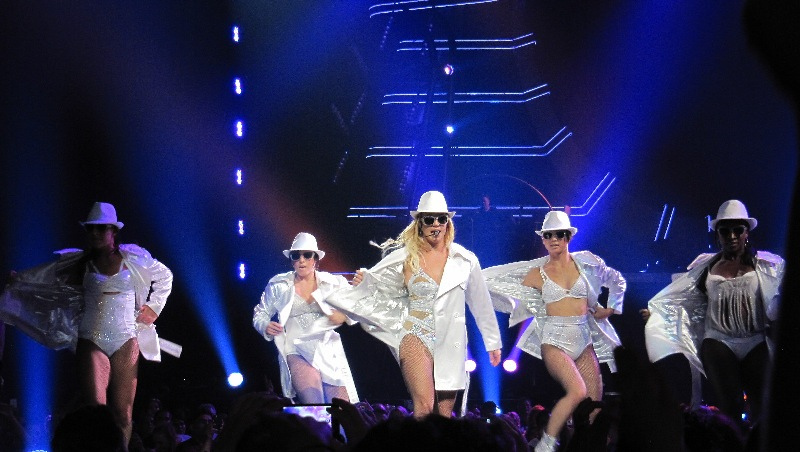
Britney Spears y sus bailarinas, durante la presentación de «3» en los espectáculos de su gira Femme Fatale Tour (2011).

Su video musical fue dirigido por la directora estadounidense Diane Martel, quien trabajó por primera vez con la cantante y quien lo catalogó de «simple y minimalista». Sus escenas muestran a Spears cantando y bailando como la líder de cuatro estríperes mientras viste un body blanco y se toma de una barra horizontal en la que sus compañeras realizan un baile del caño. Escenas paralelas, la muestran realizando una coreografía junto a seis bailarines, la que fue creada por el dúo Tone & Rich. Su estreno se realizó el 30 de octubre de 2009. Dada su simplicidad, los críticos lo compararon con el video musical de «Single Ladies (Put a Ring on It)» (2008) de Beyoncé y elogiaron la actitud y los movimientos de baile de Spears.
Dado que la letra de la canción alude la práctica sexual de un trío, los críticos sostuvieron que causaría una nueva controversia en la carrera de Spears. Ello, citando a la controversia radial en la que se vio envuelta a principios del año 2009, con su sencillo «If U Seek Amy» y su título implícito «F.U.C.K. Me». Aun así, elogiaron a «3» y sostuvieron que ésta «cumple muy bien su rol de completar a The Singles Collection», dado que reúne a muchos de los elementos que hicieron que Spears se convirtiera en una «estrella» en la industria.
Con todo, «3» registró un buen resultado comercial, especialmente en América Anglosajona, donde se convirtió en un nuevo éxito número uno de Spears en Canadá y los Estados Unidos. Asimismo, se convirtió en un top 10 en mercados oceánicos, como Australia, y europeos, como Finlandia, Irlanda, Noruega, el Reino Unido, Suecia, Suiza y la Región Valona de Bélgica. Además, fue certificado como doble disco de platino en Canadá, disco de platino en Australia y disco de oro en Nueva zelanda, por sus ventas legales elevadas. No obstante, su mayor logro comercial fue debutar, paradójicamente, como el tercer sencillo número uno de Spears en Estados Unidos, donde ningún sencillo había conseguido registrar dicha hazaña en tres años. Lo anterior, a través de su debut como tal en el ranking de canciones Billboard Hot 100, el más importante del país. En suma, según Nielsen SoundScan, «3» vendió dos millones cuatrocientas mil descargas en Estados Unidos, hasta julio de 2016, las cuales le convirtieron en uno de los sencillos de Spears más vendidos de manera digital en el país.

## Recepción crítica
The Singles Collection recibió críticas absolutamente favorables. Stephen Thomas Erlewine, de Allmusic, señaló que Greatest Hits: My Prerogative y The Singles Collection eran álbumes recopilatorios absolutamente diferentes, dado que los cinco años que separaron a sus lanzamientos, fueron los años más tumultuosos para Britney Spears, quien pese a ello, continuó creando éxitos que la alzaron como una «diva de discotecas», tras distanciarse del teen pop y tras profundizar en el dance-pop puro. Para finalizar, señaló que el incesante desfile de ganchos y ritmos de The Singles Collection, terminó por definir el sonido de una década.
Mayer Nissim, del sitio web británico de música Digital Spy, escribió que pocos habrían imaginado que Britney Spears permanecería durante tantos años en la industria, luego de haber irrumpido el panorama musical, a finales del siglo XX, con "...Baby One More Time". Ello, dado que si bien este último fue uno de los sencillos pop más grandiosos de la historia, los registros estaban llenos de «estrellas» que sólo habían alcanzado el éxito por solo un instante. Por ello es que sostuvo que Britney Spears siempre había sido algo más que dichas «estrellas», y que The Singles Collection captaba, perfectamente, la carrera de «uno de los mejores artistas solistas de los entonces últimos diez años».
Además de ello, Mayer Nissim señaló que, en el año 2004, Greatest Hits: My Prerogative defraudó por contar con algunas inclusiones innecesarias, por tener una secuencia poco satisfactoria y por incorporar canciones nuevas pobremente escritas. Por ello es que, a diferencia de este último, The Singles Collection era «tan magro» como la propia Britney Spears; dado que éste también ofrecía a los mejores sencillos de Blackout y Circus. En suma, sostuvo que lo único posible de objetar de The Singles Collection, era que "3" hubiese sido puesta al comienzo del listado de canciones, en lugar de al final del mismo, lo que arruinaba la secuencia cronológica de sus sencillos.
Paralelamente, señaló que si bien la capacidad vocal de la cantante siempre había sido cuestionada, The Singles Collection subrayaba su valía como cantante de pop distintivo, pues no era tan fácil, como parecía, hacer que sus sencillos sonaran tan bien como lo hacían. Ello, pese a que Britney Spears no tenía la elevada capacidad vocal de cantantes contemporáneas suyas, como Christina Aguilera.
Concretando sus elogios, Mayer Nissim sostuvo que en The Singles Collection no había nada que sonara fuera de lugar. Señaló que éxitos como "Toxic" y "Oops!... I Did It Again" demostraban su prestigio cultural, mientras otros como "Stronger" reunían elementos muy clásicos del pop. Adicionalmente, sostuvo que la balada transicional "I'm Not a Girl, Not Yet a Woman", parecía ser poco fiable al estar entre dos placas de sexual naturaleza hip-pop, "I'm a Slave 4 U" y "Boys", más que, pese a ello, dicha combinación resultaba perfecta. No obstante, señaló que lo mejor de todo era la combinación resultante entre "Everytime" y "Gimme More", donde se podía escuchar a la mejor balada de Britney Spears, seguida por un palpitante y terrorífico robopop. Pese a dichos elogios, Mayer Nissim también señaló que el único eslabón débil discutible de The Singles Collection, era la colaboración con Madonna, "Me Against the Music", más que, en el contexto, parecía una rendición incondicional de esta última en el Reinado del Pop, en favor de Britney Spears, su «legítima heredera».

## Resultado comercial
The Singles Collection registró un desempeño comercial considerablemente modesto respecto al que registró Greatest Hits: My Prerogative (2004). Buena parte se debió a que las ventas de álbumes recopilatorios disminuyeron de manera pronunciada desde el surgimiento del mercado de las descargas, el que se originó en el año 2005 impulsado por la tienda iTunes. Este desencadenó un cambio progresivo en la conducta de los consumidores, quienes desde entonces prefieren comprar sólo las canciones nuevas incluidas en los álbumes recopilatorios y no éstos en su totalidad. Ello le llevó a registrar permanencias cortas en los rankings de álbumes y a recibir certificaciones escasas por sus ventas. Aun así, The Singles Collection registró unos cuantos logros comerciales.

En Canadá The Singles Collection fue número diecinueve en ventas, de acuerdo a la revista Billboard, y fue certificado disco de oro por la organización CRIA.

Sus principales logros los registró en América del Norte, donde se convirtió en un éxito top 20 en ventas en Canadá y México, siendo certificado disco de oro por las organizaciones CRIA y AMPROFON, luego de venter más de cuarenta mil copias en cada uno de dichos países. En Estados Unidos debutó número veintidós en ventas, a través de su arribo como tal en la edición del 28 de noviembre de 2009 de la lista semanal Billboard 200, la más importante del país. De acuerdo con el sistema Nielsen SoundScan, ello se debió a que su versión estándar vendió veintisiete mil copias en el país durante la semana de su publicación. Hasta principios de 2019 todas sus ediciones vendieron doscientas sesenta y seis mil copias en Estados Unidos.
Por otro lado, en Europa se convirtió en top 30 en la Región Valona de Bélgica y en Dinamarca e Italia, y en top 40 en Grecia, Noruega y el Reino Unido, país donde en 2024 además consiguió la certificación de doble disco de platino de la BPI, luego de vender seiscientas mil copias. Asimismo, fue top 50 en España, Finlandia y la Región Flamenca de Bélgica. Todo ello le llevó a alzarse número cuarenta y nueve a nivel continental, a través de su posicionamiento como tal en la edición del 12 de diciembre de 2009 de la lista European Albums de Billboard; convirtiéndose en el último álbum de Spears que figuró en ella, luego de que la elaboración de dicha lista fuera interrumpida al año siguiente. Paralelamente, en Oceanía fue top 30 en Australia y Nueva Zelanda.

## Listado de canciones
- Edición estándar

| The Singles Collection |                                                |                               |          |  |
| N.º                    | Título                                         | Productor(es)                 | Duración |  |
| 1.                     | «3»                                            | Max Martin y Shellback        | 03:33    |  |
| 2.                     | «...Baby One More Time»                        | Max Martin y Rami             | 03:31    |  |
| 3.                     | «(You Drive Me) Crazy» (The Stop Remix!)       | Max Martin y Rami             | 03:17    |  |
| 4.                     | «Born to Make You Happy»                       | Kristian Lundin               | 04:03    |  |
| 5.                     | «Oops!... I Did It Again»                      | Max Martin y Rami             | 03:31    |  |
| 6.                     | «Stronger»                                     | Max Martin y Rami             | 03:24    |  |
| 7.                     | «I'm a Slave 4 U»                              | The Neptunes                  | 03:24    |  |
| 8.                     | «Boys» (The Co-Ed Remix con Pharrell Williams) | The Neptunes                  | 03:45    |  |
| 9.                     | «Me Against the Music» (con Madonna)           | RedZone                       | 03:44    |  |
| 10.                    | «Toxic»                                        | Bloodshy y Avant              | 03:19    |  |
| 11.                    | «Everytime»                                    | Guy Sigsworth                 | 03:50    |  |
| 12.                    | «Gimme More»                                   | Danja                         | 04:11    |  |
| 13.                    | «Piece of Me»                                  | Bloodshy y Avant              | 03:31    |  |
| 14.                    | «Womanizer»                                    | The Outsyders                 | 03:43    |  |
| 15.                    | «Circus»                                       | Dr. Luke y Benny Blanco       | 03:11    |  |
| 16.                    | «If U Seek Amy»                                | Max Martin                    | 03:35    |  |
| 17.                    | «Radar»                                        | Bloodshy, Avant y The Clutch* | 03:48    |  |
| 62:40                  |                                                |                               |          |  |

- Edición CD/DVD * Edición deluxe

| CD    |                                                      |                               |          |  |
| N.º   | Título                                               | Productor(es)                 | Duración |  |
| 1.    | «3»                                                  | Max Martin y Shellback        | 03:33    |  |
| 2.    | «...Baby One More Time»                              | Max Martin y Rami             | 03:31    |  |
| 3.    | «(You Drive Me) Crazy» (The Stop Remix!)             | Max Martin y Rami             | 03:17    |  |
| 4.    | «Born to Make You Happy»                             | Kristian Lundin               | 03:34    |  |
| 5.    | «Oops!... I Did It Again»                            | Max Martin y Rami             | 03:31    |  |
| 6.    | «Stronger»                                           | Max Martin y Rami             | 03:24    |  |
| 7.    | «I'm a Slave 4 U»                                    | The Neptunes                  | 03:24    |  |
| 8.    | «I'm Not a Girl, Not Yet a Woman»                    | Max Martin y Rami             | 03:50    |  |
| 9.    | «Boys» (The Co-Ed Remix Featuring Pharrell Williams) | The Neptunes                  | 03:45    |  |
| 10.   | «Me Against the Music» (con Madonna)                 | RedZone                       | 03:44    |  |
| 11.   | «Toxic»                                              | Bloodshy & Avant              | 03:19    |  |
| 12.   | «Everytime»                                          | Guy Sigsworth                 | 03:50    |  |
| 13.   | «Gimme More»                                         | Danja                         | 04:11    |  |
| 14.   | «Piece of Me»                                        | Bloodshy y Avant              | 03:31    |  |
| 15.   | «Womanizer»                                          | The Outsyders                 | 03:43    |  |
| 16.   | «Circus»                                             | Dr. Luke y Benny Blanco       | 03:11    |  |
| 17.   | «If U Seek Amy»                                      | Max Martin                    | 03:35    |  |
| 18.   | «Radar»                                              | Bloodshy, Avant y The Clutch* | 03:38    |  |
| 62:40 |                                                      |                               |          |  |

| DVD   |                                            |                  |          |  |
| N.º   | Título                                     | Director         | Duración |  |
| 1.    | «...Baby One More Time»                    | Nigel Dick       | 03:31    |  |
| 2.    | «(You Drive Me) Crazy» (The Stop Remix!)   | Nigel Dick       | 03:17    |  |
| 3.    | «Born to Make You Happy»                   | Bille Woodruff   | 03:40    |  |
| 4.    | «Oops!... I Did It Again»                  | Nigel Dick       | 03:31    |  |
| 5.    | «Stronger»                                 | Joseph Kahn      | 03:24    |  |
| 6.    | «I'm a Slave 4 U»                          | Francis Lawrence | 03:24    |  |
| 7.    | «I'm Not a Girl, Not Yet a Woman»          | Wayne Isham      | 03:50    |  |
| 8.    | «Me Against the Music» (Featuring Madonna) | Paul Hunter      | 03:44    |  |
| 9.    | «Toxic»                                    | Joseph Kahn      | 03:19    |  |
| 10.   | «Everytime»                                | David LaChapelle | 03:50    |  |
| 11.   | «Gimme More»                               | Jake Sarfaty     | 04:11    |  |
| 12.   | «Piece of Me»                              | Wayne Isham      | 03:31    |  |
| 13.   | «Womanizer»                                | Joseph Kahn      | 03:43    |  |
| 14.   | «Circus»                                   | Francis Lawrence | 03:11    |  |
| 15.   | «If U Seek Amy»                            | Jake Nava        | 03:35    |  |
| 16.   | «Radar»                                    | Dave Meyers      | 03:48    |  |
| 57:29 |                                            |                  |          |  |

- Edición Ultimate Fan Box Set

| CD-Sencillo — «...Baby One More Time» |                         |          |  |
| N.º                                   | Título                  | Duración |  |
| 1.                                    | «...Baby One More Time» | 03:31    |  |
| 2.                                    | «Autumn Goodbye»        | 03:41    |  |
| 07:12                                 |                         |          |  |

| CD-Sencillo — «Sometimes» |                  |          |  |
| N.º                       | Título           | Duración |  |
| 1.                        | «Sometimes»      | 03:55    |  |
| 2.                        | «I'm So Curious» | 03:36    |  |
| 07:31                     |                  |          |  |

| CD-Sencillo — «(You Drive Me) Crazy» |                                          |          |  |
| N.º                                  | Título                                   | Duración |  |
| 1.                                   | «(You Drive Me) Crazy» (The Stop Remix!) | 03:17    |  |
| 2.                                   | «I'll Never Stop Loving You»             | 03:41    |  |
| 06:58                                |                                          |          |  |

| CD-Sencillo — «Born to Make You Happy» |                                                        |          |  |
| N.º                                    | Título                                                 | Duración |  |
| 1.                                     | «Born to Make You Happy»                               | 03:34    |  |
| 2.                                     | «Born to Make You Happy» (Kristian Lundin Bonus Remix) | 03:40    |  |
| 07:14                                  |                                                        |          |  |

| CD-Sencillo — «From the Bottom of My Broken Heart» |                                      |          |  |
| N.º                                                | Título                               | Duración |  |
| 1.                                                 | «From the Bottom of My Broken Heart» | 04:34    |  |
| 2.                                                 | «Thinkin' About You»                 | 03:36    |  |
| 08:10                                              |                                      |          |  |

| CD-Sencillo — «Oops!... I Did It Again» |                           |          |  |
| N.º                                     | Título                    | Duración |  |
| 1.                                      | «Oops!... I Did It Again» | 03:31    |  |
| 2.                                      | «Deep in My Heart»        | 03:34    |  |
| 07:05                                   |                           |          |  |

| CD-Sencillo — «Lucky» |         |          |  |
| N.º                   | Título  | Duración |  |
| 1.                    | «Lucky» | 03:25    |  |
| 2.                    | «Heart» | 03:00    |  |
| 06:25                 |         |          |  |

| CD-Sencillo — «Stronger» |              |          |  |
| N.º                      | Título       | Duración |  |
| 1.                       | «Stronger»   | 03:24    |  |
| 2.                       | «Walk on By» | 03:34    |  |
| 06:58                    |              |          |  |

| CD-Sencillo — «Don't Let Me Be the Last to Know» |                                                           |          |  |
| N.º                                              | Título                                                    | Duración |  |
| 1.                                               | «Don't Let Me Be the Last to Know»                        | 03:50    |  |
| 2.                                               | «Don't Let Me Be the Last to Know» (Hex Hector Radio Mix) | 04:01    |  |
| 07:51                                            |                                                           |          |  |

| CD-Sencillo — «I'm a Slave 4 U» |                   |          |  |
| N.º                             | Título            | Duración |  |
| 1.                              | «I'm a Slave 4 U» | 03:24    |  |
| 2.                              | «Intimidated»     | 03:17    |  |
| 06:41                           |                   |          |  |

| CD-Sencillo — «Overprotected» |                                       |          |  |
| N.º                           | Título                                | Duración |  |
| 1.                            | «Overprotected»                       | 03:19    |  |
| 2.                            | «Overprotected» (The Darkchild Remix) | 03:19    |  |
| 06:38                         |                                       |          |  |

| CD-Sencillo — «I'm Not a Girl, Not Yet a Woman» |                                   |          |  |
| N.º                                             | Título                            | Duración |  |
| 1.                                              | «I'm Not a Girl, Not Yet a Woman» | 03:50    |  |
| 2.                                              | «I Run Away»                      | 04:06    |  |
| 07:56                                           |                                   |          |  |

| CD-Sencillo — «I Love Rock 'N' Roll» |                                                 |          |  |
| N.º                                  | Título                                          | Duración |  |
| 1.                                   | «I Love Rock 'N' Roll»                          | 03:05    |  |
| 2.                                   | «I'm Not a Girl, Not Yet a Woman» (Metro Remix) | 03:29    |  |
| 06:34                                |                                                 |          |  |

| CD-Sencillo — «Boys» |                                                      |          |  |
| N.º                  | Título                                               | Duración |  |
| 1.                   | «Boys» (The Co-Ed Remix/Featuring Pharrell Williams) | 03:45    |  |
| 2.                   | «Boys»                                               | 03:27    |  |
| 07:12                |                                                      |          |  |

| CD-Sencillo — «Me Against the Music» |                                                                    |          |  |
| N.º                                  | Título                                                             | Duración |  |
| 1.                                   | «Me Against the Music» (Featuring Madonna)                         | 03:44    |  |
| 2.                                   | «Me Against the Music» (con Madonna/Passengerz vs. The Club Remix) | 07:32    |  |
| 11:16                                |                                                                    |          |  |

| CD-Sencillo — «Toxic» |                                                |          |  |
| N.º                   | Título                                         | Duración |  |
| 1.                    | «Toxic»                                        | 03:19    |  |
| 2.                    | «Toxic» (Bloodshy y Avant's Intoxicated Remix) | 05:35    |  |
| 08:54                 |                                                |          |  |

| CD-Sencillo — «Everytime» |                                       |          |  |
| N.º                       | Título                                | Duración |  |
| 1.                        | «Everytime»                           | 03:50    |  |
| 2.                        | «Everytime» (Above y Beyond Club Mix) | 08:43    |  |
| 12:33                     |                                       |          |  |

| CD-Sencillo — «Outrageous» |                                          |          |  |
| N.º                        | Título                                   | Duración |  |
| 1.                         | «Outrageous»                             | 03:27    |  |
| 2.                         | «Outrageous» (Junkie XL's Dancehall Mix) | 02:55    |  |
| 06:22                      |                                          |          |  |

| CD-Sencillo — «My Prerogative» |                                            |          |  |
| N.º                            | Título                                     | Duración |  |
| 1.                             | «My Prerogative»                           | 03:33    |  |
| 2.                             | «My Prerogative» (Armand Van Helden Remix) | 07:47    |  |
| 11:20                          |                                            |          |  |

| CD-Sencillo — «Do Somethin'» |                                  |          |  |
| N.º                          | Título                           | Duración |  |
| 1.                           | «Do Somethin'»                   | 03:22    |  |
| 2.                           | «Do Somethin'» (Thick Vocal Mix) | 07:57    |  |
| 11:19                        |                                  |          |  |

| CD-Sencillo — «Someday (I Will Understand)» |                               |          |  |
| N.º                                         | Título                        | Duración |  |
| 1.                                          | «Someday (I Will Understand)» | 03:38    |  |
| 2.                                          | «Mona Lisa»                   | 03:26    |  |
| 07:04                                       |                               |          |  |

| CD-Sencillo — «Gimme More» |                                     |          |  |
| N.º                        | Título                              | Duración |  |
| 1.                         | «Gimme More»                        | 04:11    |  |
| 2.                         | «Gimme More» (Paul Oakenfold Remix) | 06:05    |  |
| 10:16                      |                                     |          |  |

| CD-Sencillo — «Piece of Me» |                                                   |          |  |
| N.º                         | Título                                            | Duración |  |
| 1.                          | «Piece of Me»                                     | 03:31    |  |
| 2.                          | «Piece of Me» (Bloodshy y Avant's Boz O lo Remix) | 04:53    |  |
| 08:24                       |                                                   |          |  |

| CD-Sencillo — «Break the Ice» |                 |          |  |
| N.º                           | Título          | Duración |  |
| 1.                            | «Break the Ice» | 03:15    |  |
| 2.                            | «Everybody»     | 03:16    |  |
| 06:31                         |                 |          |  |

| CD-Sencillo — «Womanizer» |                             |          |  |
| N.º                       | Título                      | Duración |  |
| 1.                        | «Womanizer»                 | 03:43    |  |
| 2.                        | «Womanizer» (Kaskade Remix) | 05:31    |  |
| 09:14                     |                             |          |  |

| CD-Sencillo — «Circus» |                                          |          |  |
| N.º                    | Título                                   | Duración |  |
| 1.                     | «Circus»                                 | 03:11    |  |
| 2.                     | «Circus» (Tom Neville's Ring Leader Mix) | 07:49    |  |
| 11:00                  |                                          |          |  |

| CD-Sencillo — «If U Seek Amy» |                                  |          |  |
| N.º                           | Título                           | Duración |  |
| 1.                            | «If U Seek Amy»                  | 03:35    |  |
| 2.                            | «If U Seek Amy» (Crookers Remix) | 04:29    |  |
| 08:04                         |                                  |          |  |

| CD-Sencillo — «Radar» |                                  |          |  |
| N.º                   | Título                           | Duración |  |
| 1.                    | «Radar»                          | 03:48    |  |
| 2.                    | «Radar» (Bloodshy y Avant Remix) | 05:39    |  |
| 09:27                 |                                  |          |  |

| CD-Sencillo — «3» |                              |          |  |
| N.º               | Título                       | Duración |  |
| 1.                | «3»                          | 03:33    |  |
| 2.                | «3» (Groove Police Club Mix) | 07:08    |  |
| 10:41             |                              |          |  |

| DVD   |                                            |                                 |          |  |
| N.º   | Título                                     | Director(es)                    | Duración |  |
| 1.    | «...Baby One More Time»                    | Nigel Dick                      | 03:31    |  |
| 2.    | «Sometimes»                                | Nigel Dick                      | 03:55    |  |
| 3.    | «(You Drive Me) Crazy» (The Stop Remix!)   | Nigel Dick                      | 03:17    |  |
| 4.    | «Born to Make You Happy»                   | Bille Woodruff                  | 03:34    |  |
| 5.    | «From the Bottom of My Broken Heart»       | Gregory Dark                    | 04:34    |  |
| 6.    | «Oops!... I Did It Again»                  | Nigel Dick                      | 03:31    |  |
| 7.    | «Lucky»                                    | Dave Meyers                     | 03:25    |  |
| 8.    | «Stronger»                                 | Joseph Kahn                     | 03:24    |  |
| 9.    | «Don't Let Me Be the Last to Know»         | Herb Ritts                      | 03:50    |  |
| 10.   | «I'm a Slave 4 U»                          | Francis Lawrence                | 03:24    |  |
| 11.   | «Overprotected» (The Darkchild Remix)      | Chris Applebaum                 | 03:19    |  |
| 12.   | «I'm Not a Girl, Not Yet a Woman»          | Wayne Isham                     | 03:50    |  |
| 13.   | «I Love Rock 'N' Roll»                     | Chris Applebaum                 | 03:05    |  |
| 14.   | «Me Against the Music» (Featuring Madonna) | Paul Hunter                     | 03:44    |  |
| 15.   | «Toxic»                                    | Joseph Kahn                     | 03:19    |  |
| 16.   | «Everytime»                                | David LaChapelle                | 03:50    |  |
| 17.   | «My Prerogative»                           | Jake Nava                       | 03:33    |  |
| 18.   | «Do Somethin'»                             | Bille Woodruff y Britney Spears | 03:22    |  |
| 19.   | «Someday (I Will Understand)»              | Michael Haussman                | 03:38    |  |
| 20.   | «Gimme More»                               | Jake Sarfaty                    | 04:11    |  |
| 21.   | «Piece of Me»                              | Wayne Isham                     | 03:31    |  |
| 22.   | «Break the Ice»                            | Robert Hales                    | 03:15    |  |
| 23.   | «Womanizer»                                | Joseph Kahn                     | 03:43    |  |
| 24.   | «Circus»                                   | Francis Lawrence                | 03:11    |  |
| 25.   | «If U Seek Amy»                            | Jake Nava                       | 03:35    |  |
| 26.   | «Radar»                                    | Dave Meyers                     | 03:48    |  |
| 80:20 |                                            |                                 |          |  |

Notas
- «*» indica crédito como coproductor de la canción.
- La edición Ultimate Fan Box Set es una caja que recopila los veintinueve sencillos de la cantante lanzados hasta la publicación del álbum, incluyendo a «3». Cada uno de ellos viene en formato CD con su portada original e incluye un bonus track o un remix. Además, ésta incluye un DVD que contiene veintiséis videos musicales de Britney Spears y un folleto de treinta y dos páginas.

## Listas
Semanales
| País, estado o continente | Lista           | Primera semana | Posición de ingreso | Posición más alta | Semanas en la posición más alta | Semanas en lista | Última semana |
| ------------------------- | --------------- | -------------- | ------------------- | ----------------- | ------------------------------- | ---------------- | ------------- |
| América del Norte         |                 |                |                     |                   |                                 |                  |               |
| Canadá                    | Canadian Albums | 28-11-2009     | 19                  | 19                | 1                               | 2                | 05-12-2009    |
| Estados Unidos            | Billboard 200   | 28-11-2009     | 22                  | 22                | 1                               | 11               | 16-10-2010    |
| México                    | Top 100 Albums  | 10-11-2009     | 68                  | 15                | 2                               | 15               | 23-02-2010    |
| Europa                    |                 |                |                     |                   |                                 |                  |               |
| Bélgica (Flandes)         | Top 100 Albums  | 28-11-2009     | 96                  | 50                | 1                               | 11               | 06-02-2010    |
| Bélgica (Valonia)         | Top 100 Albums  | 28-11-2009     | 53                  | 23                | 1                               | 13               | 06-03-2010    |
| Dinamarca                 | Top 40 Albums   | 11-12-2009     | 32                  | 30                | 1                               | 3                | 25-12-2009    |
| España                    | Top 100 Albums  | 29-11-2009     | 43                  | 43                | 1                               | 2                | 06-12-2009    |
| Europa                    | European Albums | 12-12-2009     | 49                  | 49                | 1                               | 2                | 19-12-2009    |
| Finlandia                 | Top 50 Albums   | 09-01-2010     | 49                  | 49                | 1                               | 1                | 09-01-2010    |
| Grecia                    | Top 50 Albums   | 16-01-2010     | 40                  | 40                | 1                               | 1                | 16-01-2010    |
| Irlanda                   | Top 75 Albums   | 26-11-2009     | 35                  | 26                | 1                               | 12               | 23-08-2018    |
| Italia                    | Top 100 Albums  | 17-11-2009     | 27                  | 27                | 1                               | 4                | 29-12-2009    |
| Noruega                   | Top 40 Albums   | 19-01-2010     | 36                  | 36                | 1                               | 2                | 09-02-2010    |
| Países Bajos              | Top 100 Albums  | 28-11-2009     | 77                  | 77                | 1                               | 1                | 28-11-2009    |
| Reino Unido               | UK Albums Chart | 29-11-2009     | 38                  | 38                | 1                               | 4                | 23-01-2011    |
| Suiza                     | Top 100 Albums  | 06-12-2009     | 51                  | 51                | 1                               | 3                | 20-12-2009    |
| Australasia               |                 |                |                     |                   |                                 |                  |               |
| Australia                 | Top 50 Albums   | 23-11-2004     | 26                  | 23                | 1                               | 3                | 13-12-2009    |
| Nueva Zelanda             | Top 40 Albums   | 23-11-2009     | 22                  | 22                | 1                               | 3                | 07-12-2009    |

## Certificaciones
| País              | Organismo certificador | Certificación             | Ventas certificadas | Simbolización | Ref.   |
| América del Norte |                        |                           |                     |               |        |
| Canadá            | CRIA                   | Séxtuple disco de platino | 480 000             |               | [ 37 ] |
| México            | AMPROFON               | Disco de oro              | 40 000              |               | [ 38 ] |
| Europa            |                        |                           |                     |               |        |
| Reino Unido       | BPI                    | Doble disco de platino    | 600 000             |               | [ 22 ] |
| Oceanía           |                        |                           |                     |               |        |
| Australia         | ARIA                   | Disco de oro              | 35 000              |               | [ 39 ] |

Notas
- Las ventas certificadas están basadas en los criterios utilizados por las respectivas organizaciones musicales hasta el año 2009.[40] Éstas no representan, necesariamente, las ventas totales registradas por The Singles Collection en cada país.

## Créditos
| Créditos por canción |     |                        |                                                    |
| 1                    | «3» | Max Martin y Shellback | - Escritura: Max Martin, Shellback y Tiffany Amber |